# Fallen Angel (Poison)
Fallen Angel è un singolo del gruppo musicale statunitense Poison, il secondo estratto dal loro secondo album in studio Open Up and Say...Ahh! nel 1988.
La canzone racconta la storia di una ragazza cresciuta in una piccola città che decide di andare a Los Angeles per diventare attrice. È in realtà un riferimento alle vicende reali della band: Bret Michaels, Bobby Dall e Rikki Rockett, tutti lasciarono la loro città natia in Pennsylvania, per andare a Los Angeles in cerca di successo. Il singolo ottenne buon successo ma fu l'unico dell'album a non entrare nella top 10. Raggiunse il dodicesimo posto della Billboard Hot 100 e la trentaduesima posizione della Mainstream Rock Songs.

## Tracce
1. Fallen Angel – 3:57
2. Bad to Be Good – 4:05

## Classifiche
| Classifica (1988)             | Posizione massima |
| ----------------------------- | ----------------- |
| Australia                     | 21                |
| Nuova Zelanda                 | 32                |
| Regno Unito                   | 59                |
| Stati Uniti                   | 12                |
| Stati Uniti (mainstream rock) | 32                |